# Jatropha websteri
Jatropha websteri är en törelväxtart som beskrevs av J.Jiménez Ram.. Jatropha websteri ingår i släktet Jatropha och familjen törelväxter. Inga underarter finns listade i Catalogue of Life.